# Big Calm
Big Calm — второй студийный альбом британской Trip-Hop-группы Morcheeba, выпущенный в 1998 году. Один из самых успешных альбомов группы Morcheeba, состоящий из 12 треков.
«The Music That We Hear» — это на самом деле переработка другой песни Morcheeba из первого альбома Who Can You Trust с названием «Moog Island».

## Список композиций
1. «The Sea»
2. «Shoulder Holster»
3. «Part of the Process»
4. «Blindfold»
5. «Let Me See»
6. «Bullet Proof»
7. «Over and Over»
8. «Friction»
9. «Diggin' a Watery Grave»
10. «Fear and Love»
11. «Big Calm»
12. «The Music That We Hear» (bonus track)